# 1101
1101 (MCI) var ett normalår som började en tisdag i den julianska kalendern.

## Händelser

### Maj
- 15 maj – Den nykrönte korsfararkungen Balduin I intar Jerusalem med hjälp av nyanlända genuensiska korsfarare.

### Okänt datum
- Vid trekungamötet i Kungahälla sluts fred mellan Sverige och Norge. För att bekräfta freden förlovas Inge den äldres dotter Margareta med den norske kungen Magnus Barfot och hon får därför tillnamnet Margareta Fredkulla.
- Den förre danske kungen Knut den helige helgonförklaras.
- Greve Raymond av Tripolis erövrar Ankara från seldjukerna.

## Födda
- Héloïse, Pierre Abaelards älskade.

## Avlidna
- 22 juni – Roger I av Sicilien
- 27 juli Konrad II av Italien
- 27 juli Hugh d'Avranches, earl av Chester
- September – Ida av Formbach-Ratelnberg, österrikisk markgrevinna och korsriddare
- 6 oktober – Bruno av Köln, tysk ordensgrundare, helgon
- 18 oktober – Hugo av Vermandois
- Su Dongpo, poet och statsman i Songdynastin
- Urraca av Zamora, regerande grevinna av Zamora